# Гур'євське сільське поселення
Гу́р'євське сільське поселення (рос. Гурьевское сельское поселение) — муніципальне утворення у складі Прилузького району Республіки Комі, Росія. Адміністративний центр — село Гур'євка.

## Населення
Населення — 573 особи (2017, 694 у 2010, 851 у 2002, 1152 у 1989).

## Склад
До складу поселення входять такі населені пункти:
| Населений пункт     | Населення, осіб (1989) | Населення, осіб (2002) | Населення, осіб (2010) |
| ------------------- | ---------------------- | ---------------------- | ---------------------- |
| Березовка, присілок | 382                    | 265                    | 195                    |
| Гур'євка, село      | 427                    | 346                    | 314                    |
| Корольки, присілок  | 123                    | 93                     | 94                     |
| Талиця, присілок    | 220                    | 147                    | 91                     |